# トランス・ワールド航空840便ハイジャック事件
トランス・ワールド航空840便ハイジャック事件は、1969年8月29日に発生したハイジャック事件である。

## 事件の経緯

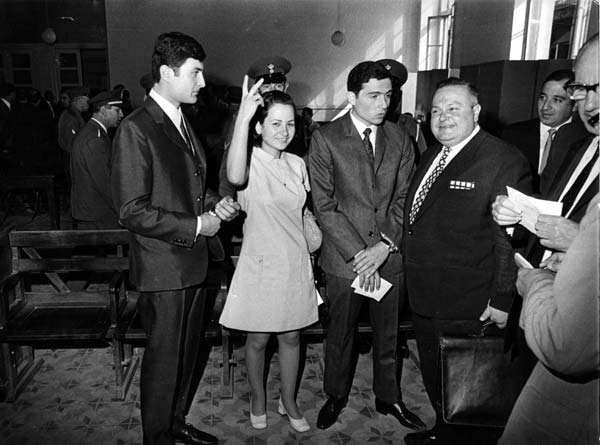
ライラ・カリド（中央）

1969年8月、パレスチナ解放人民戦線（PFLP）は、イスラエルのイツハク・ラビン（当時は国連特命全権大使）がトランス・ワールド航空の840便(ローマ - アテネ - テルアビブ)に搭乗するという情報を掴んだ。
29日、2人のハイジャック実行犯（サレーム・イサウィとライラ・カリド）は、ハイジャックを決行、しかしラビンは搭乗していなかった。ライラは840便の航路を変えさせ、シリアのダマスカス国際空港に着陸させた。乗客・乗員127名のうち、イスラエル人の2名を除く全員がそこで解放された。

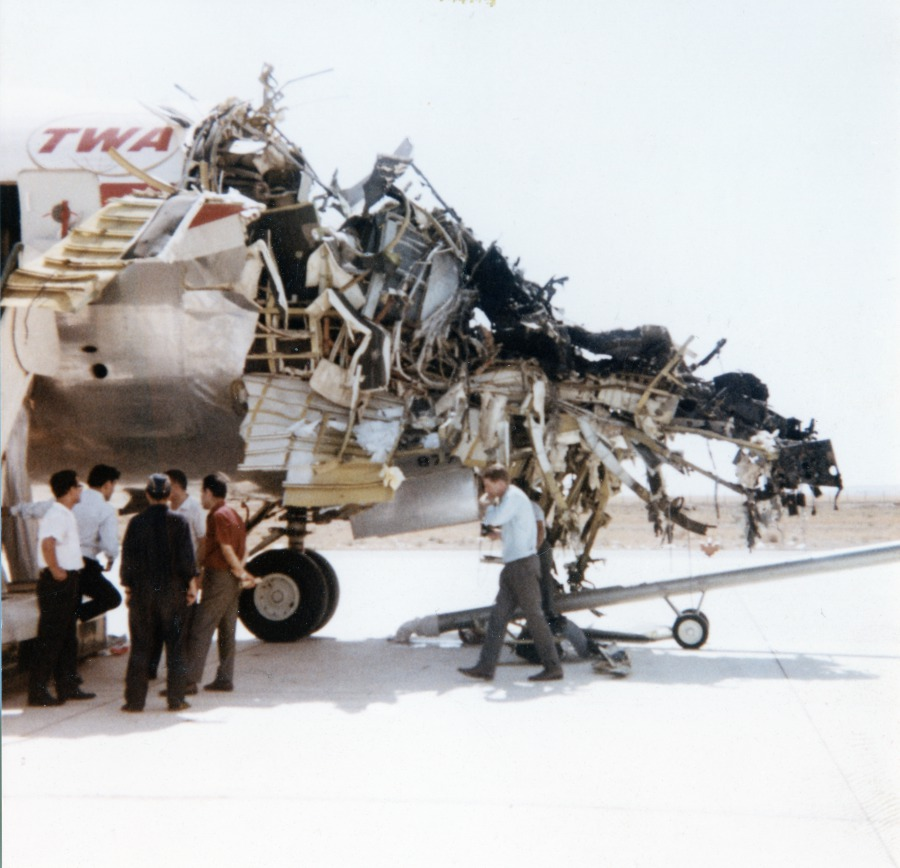
爆破後の機首部分

トランス・ワールド航空840便（ボーイング707型機）の機首部分は爆破された。同年12月、イスラエルは捕虜にしていたシリア人・エジプト人の71人の兵士の釈放と交換で2名の人質を解放させた。

## 事件後
このトランス・ワールド航空840便に対するハイジャックの成功で、ライラ・カリドは「美人革命家」として世界的に有名になる。そして、ライラは翌年には、PFLP旅客機同時ハイジャック事件にも実行犯の1人として登場することになる。
トランス・ワールド航空840便は修理され再び就航した後に、パンアメリカン航空に売却された。1980年にアメリカ空軍のデビスモンサン空軍基地に移され、KC-135輸送機の予備機となった。